# 50 for 50
50 for 50 is een compilatiealbum van de Britse progressieve-rockband Jethro Tull, uitgebracht in 2018. Het brengt nummers samen uit 50 jaar historie van de band, waaronder een aantal van de grootste hits tussen 1968 en 2003.

## Nummers

### Disc 1
1. "Nothing Is Easy"
2. "Love Story"
3. "Beggar's Farm"
4. "Living in the Past"
5. "A Song for Jeffrey"
6. "A New Day Yesterday"
7. "Witch's Promise"
8. "Mother Goose"
9. "With You There to Help Me"
10. "Teacher" U.S. versie)
11. "Life Is a Long Song"
12. "Sweet Dream"
13. "Aqualung"
14. "Minstrel in the Gallery"
15. "Critique Oblique"
16. "Weathercock"
17. "Cross-Eyed Mary"

### Disc 2
1. "Bourée"
2. "Dun Ringill"
3. "Heavy Horses"
4. "Hunting Girl"
5. "Bungle in the Jungle"
6. "Salamander"
7. "Pussy Willow"
8. "Too Old to Rock 'n' Roll: Too Young to Die"
9. "Songs from the Wood"
10. "The Whistler"
11. "Really Don't Mind/See There a Son Is Born"
12. "Moths"
13. "One White Duck / 010 = Nothing At All"
14. "Cup of Wonder"
15. "Ring Out Solstice Bells"
16. "Skating Away (On the Thin Ice of the New Day)"
17. "A Christmas Song"

### Disc 3
1. "One Brown Mouse"
2. "Rare and Precious Chain"
3. "Kissing Willie"
4. "Rocks on the Road"
5. "Fylingdale Flyer"
6. "Paparazzi"
7. "North Sea Oil"
8. "Steel Monkey"
9. "Black Sunday"
10. "European Legacy"
11. "Budapest"
12. "Broadsword"
13. "Dot Com"
14. "Farm on the Freeway"
15. "This Is Not Love"
16. "Locomotive Breath"